# Artemio Motta
Artemio Motta (* 1661 in Parma; † im 18. Jahrhundert) war ein italienischer Komponist des Barock.

## Leben
Artemio Motta, Spross einer begüterten Familie und katholischer Priester, veröffentlichte 1701 in Modena seine zehn Concerti a cinque Op. 1, eine weitere Auflage erfolgte 1702 durch den Verleger Estienne Roger in Amsterdam. Des Weiteren wurde eine Kantate a voce sola Op. 2 1704 in Bologna gedruckt. Seine Concerti bedienen sich der Ausdrucksweise Giuseppe Torellis. Typisch für die Zeit ist der Einsatz einer Tenor-Viola als 2. Violenstimme.

## Diskografie
- 10 Concerti à 5 mit dem Ensemble Ars Antiqua Austria unter Gunar Letzbor, 2010 Challenge Classics CC 72336

Diese Aufnahmen wurden als Werke eines Sigr. Mouthon (vermutlich der französische Lautenist Charles Mouthon) veröffentlicht, dessen Signatur auf der handschriftlichen Kopie der Werke gefunden wurde, die der Aufnahme zu Grunde lagen.